# Partit Ecologista pel Desenvolupament de Burkina
El Partit Ecologista pel Desenvolupament de Burkina (francès: Parti Écologiste pour le Développement du Burkina, PEDB) és un partit polític de Burkina Faso (antic Alt Volta) fundat el 2003. El president del PEDB és Yacouba Touré. El partit és membre de la Federació de Partits Verds de l'Àfrica/Partis Verts de la Fédération en Afrique.